# Interstitiële verbinding

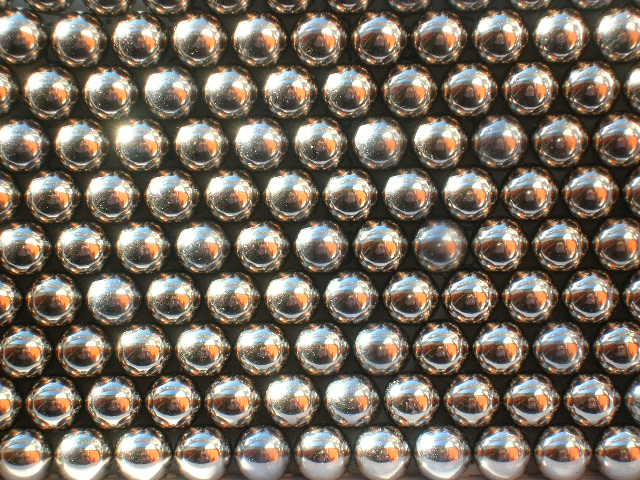
2D hexagonaal rooster van bollen

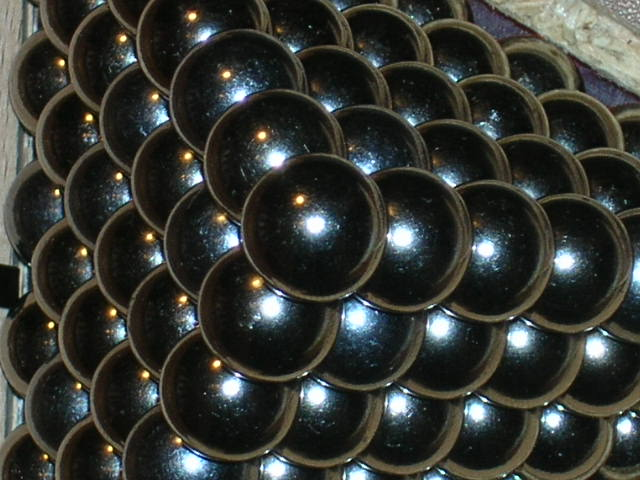
Piramide van bollen gestapeld volgens de structuur van een kubisch kristalstelsel

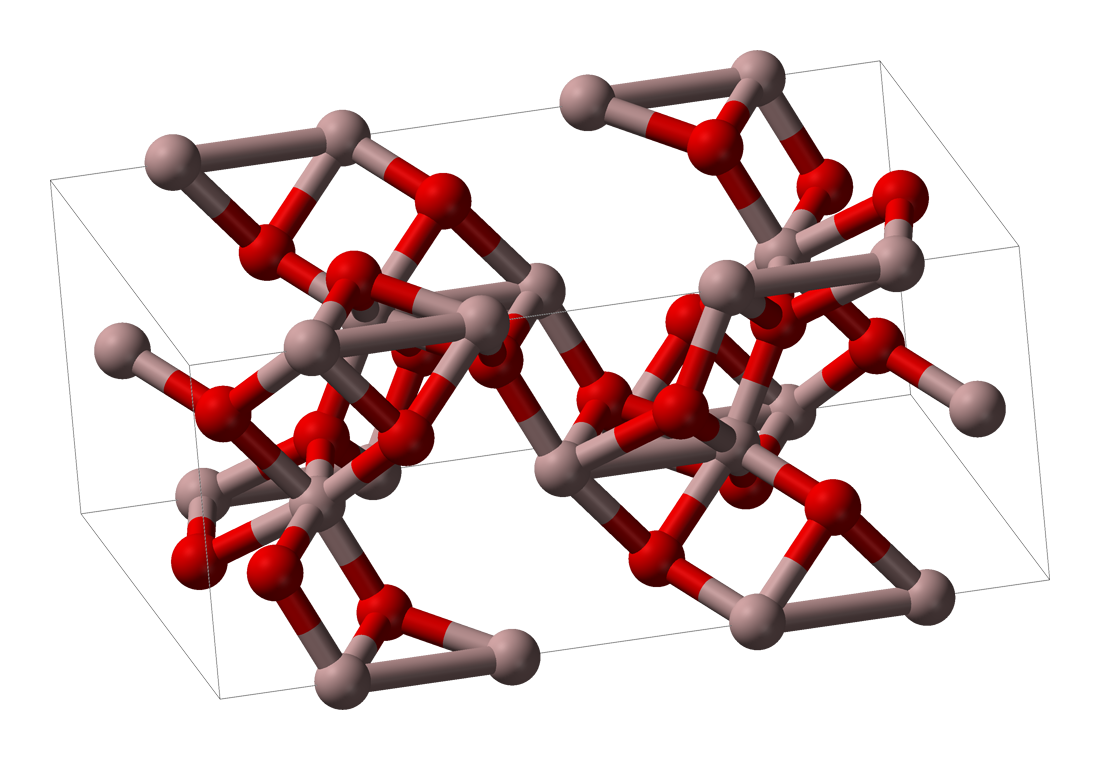
Eenheidscel van aluminiumoxide.

Een interstitiële verbinding of een interstitiële legering is een samengestelde stof of een legering, waarin een deel van de interstitiële holten in een kristalrooster door atomen of ionen van een legeringselement wordt bezet. Deze atomen of ionen noemt men een interstitieel-defect in het kristalrooster. Het gastrooster is doorgaans een metaalbinding van een overgangsmetaal. De kristalroosters van een aantal elementen en verbindingen met een open kristalstructuur, zoals de roosters van silicium of kwarts, hebben ook interstitiële holten. De atomen of ionen van het legeringselement moeten relatief klein zijn, zoals de atomen en ionen van waterstof, boor, koolstof, stikstof of zuurstof, zodat ze in de interstitiële holten passen.

## Interstitiële holten
De roosterposities van interstitiële holten bevinden zich op de punten in het kristalrooster met de hoogste symmetrie tussen de atomen of ionen van een vaste stof. De interstitiële holten bevinden zich tussen twee lagen zodat er in beide roosters gelijke aantallen interstitiële posities zijn. Per metaalatoom in het rooster zijn er twee soorten interstitiële holten:
- twee kleine holen met tetraëdrische symmetrie tussen vier metaalatomen;
- één groot holte met octaëdrische symmetrie tussen zes metaalatomen.

Als de afstand tussen de metaalatomen in het rooster gelijk is aan {\displaystyle d}, dan bevinden de vier metaalatomen zich op een afstand {\displaystyle 0,612\ d} van de kleine holten met de tetraëdrische symmetrie. De zes metaalatomen bevinden zich op een afstand {\displaystyle d\ {\frac {1}{2}}{\sqrt {2}}\ \approx 0,707\ d} van de grote holte met de octaëdrische symmetrie.

### Kubisch ruimtelijk gecentreerd rooster
Metalen met een kubisch ruimtelijk gecentreerd rooster hebben drie interstitiële holten per metaalatoom. De drie holten hebben alle drie dezelfde gedeformeerde afgeplatte octaëdrische symmetrie. Als de afstand tussen de metaalatomen gelijk is aan {\displaystyle d}, dan zijn de twee korte afstanden tussen de holte en de twee nabij gelegen metaalatomen gelijk aan {\displaystyle d{\dfrac {1}{3}}{\sqrt {3}}\approx 0,577\ d}. De langere afstanden tussen de holten en de vier andere metaalatomen zijn gelijk aan {\displaystyle d{\frac {1}{3}}{\sqrt {6}}\approx 0,816\ d}. In de praktijk gaan interstitiële legeringen van overgangsmetalen met een kubisch ruimtelijk gecentreerd rooster bij vrij lage concentraties legeringsmateriaal al naar een metastabiele dichtst gestapelde kubische of hexagonale kristalstructuur over.

### Open kristalstructuren
In de kristalroosters van open kristalstructuren, zoals in elementen met een diamantstructuur of verbindingen met een kwarts- of aluminiumoxidestructuur, komen interstitiële ruimten en kanalen voor. In de rechts afgebeelde eenheidscel van aluminiumoxide zijn de open ruimten goed zichtbaar.

## Eigenschappen
Het verschijnsel, dat interstitiële holten in metaalroosters door kleine atomen bezet kunnen worden, is al vanaf de jaren 30 van de twintigste eeuw bekend. Er wordt sindsdien onderzoek gedaan naar de invloed, die de bezetting van deze holten heeft op onder meer de elektrische geleiding en de mechanische eigenschappen van metalen. Uit het vroegste onderzoek bleek onder andere:
- De aanwezigheid van interstitiële atomen heeft bijna geen invloed op de elektrische geleiding.
- De chemische eigenschappen van de verbinding of legering wijken nauwelijks af van de chemische eigenschappen van het metaal.
- Er kan meestal sterk worden gevarieerd met concentraties van de interstitiële atomen.
- Het type gat dat bezet wordt is afhankelijk van de grootte van het interstitiële atoom.
- De mechanische eigenschappen van metalen worden sterk beïnvloed door de aanwezigheid van interstitiële atomen.
- De dichtheid van de interstitiële legeringen is hoger dan het gemiddelde van de dichtheden van de componenten.

Dat de elektrische en chemische eigenschappen van het overgangsmetaal niet sterk veranderen geeft aan dat het metaalrooster en de elektronenstructuur van het metaal weinig verandert. Dat de dichtheid van de legeringen veel hoger was dan men zou verwachten, leverde een sterke aanwijzing dat het toegevoegde legeringsmateriaal voor een groot deel in de interstitiële holten verdween. Op grond van deze bevindingen trok men de conclusie dat interstitiële verbindingen en legeringen als een vaste oplossingen van kleine atomen in een metaalrooster konden worden beschouwd.
Interstitiële verbindingen en legeringen onderscheiden zich van andere verbindingen en legeringen, omdat de elektrische en chemische eigenschappen van substitutionele legeringen, intermetallische verbindingen en zouten van overgangsmetalen sterk afwijken van de elektrische en chemische eigenschappen van overgangsmetalen.

## Harde legeringen

De - en -allotropen van ijzer.
kubisch ruimtelijk gecentreerd
kubisch vlakgecentreerd

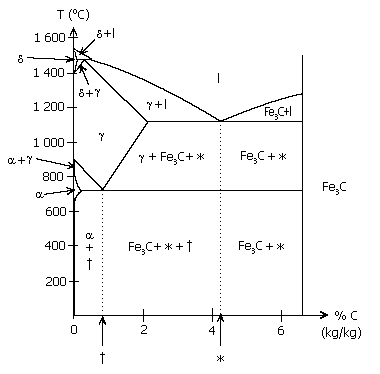
Fasediagram voor ijzer-koolstofmengsels.

De aanwezigheid van relatief lage concentraties interstitiële elementen in een metaal heeft meestal een grote invloed op de mechanische eigenschappen van een metaal. De hogere hardheid van de legering wordt veroorzaakt door de verlaagde mobiliteit van korrelgrenzen en dislocaties. Daardoor wordt dislocatiekruip bemoeilijkt of geblokkeerd zodat het materiaal moeilijker een plastische vervorming kan ondergaan.

### Kristalstructuren
Een bekend voorbeeld van een harde interstitiële verbinding is wolfraamcarbide, dat onder andere in de punt van betonboren toegepast wordt. Hoewel de namen van de legeringen en verbindingen suggereren, dat de verschillende elementen in stoichometrische verhoudingen in het materiaal voorkomen, is dat in de praktijk zelden het geval. Meestal blijven er minstens enkele procenten van de interstitiële holten onbezet.
De meeste interstitiële verbindingen hebben een andere kristalstructuur dan het gastrooster onder standaardomstandigheden. Wolfraammetaal heeft een kubisch ruimtelijk gecentreerd rooster, maar α-wolfraamcarbide heeft een hexagonale lagenstructuur. Titanium kristalliseert in een dichtste bolstapeling, maar titaniumnitride heeft hetzelfde rooster als  natriumchloride.

### IJzer, koolstof en staal
IJzer is in zuivere vorm vrij zacht, maar verandert in het hardere en veerkrachtige staal als het minder dan 1,9 gewichtsprocent koolstof bevat. Staal bestaat uit een polykristallijn mengsel van ferriet, perliet, ledeburiet en {\displaystyle {\ce {Fe_3 C}}} of cementiet. Als het gewichtspercentage koolstof hoger dan 2,5 % is, wordt het materiaal bros en spreekt men van gietijzer.
Bij hogere koolstofconcentraties treden faseovergangen op, zoals weergegeven in het fasediagram rechts. Als gietijzer meer dan 6,67 gewichtsprocent koolstof bevat, dan valt de legering in stukken cementiet uit elkaar, die door door lagen grafiet zijn gescheiden. Boven de 6,67 gewichtsprocent koolstof treedt verzadiging met koolstof op, omdat het thermodynamisch gunstiger is om twee aparte fasen met cementiet en grafiet te vormen.

## Diffusie

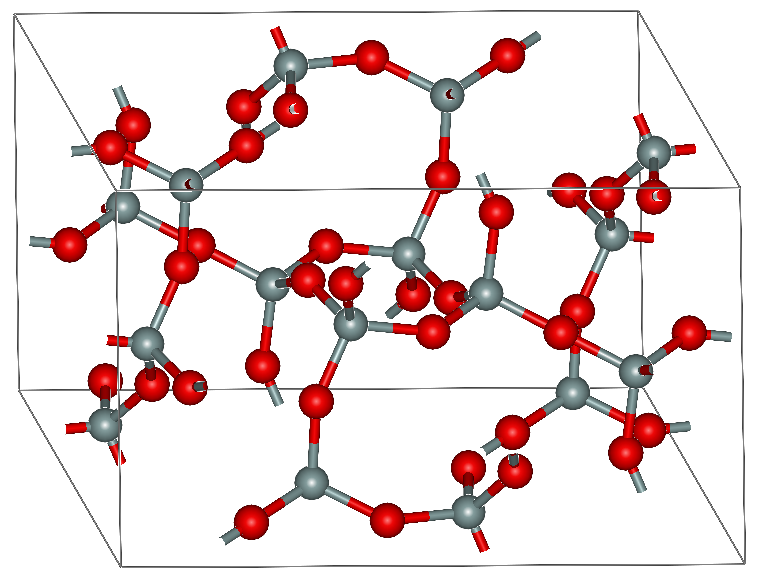
Kristalrooster van coesiet, een allotroop van kwarts, een rooster met grote interstitiële ruimten.

Interstitiële verbindingen zijn vaak keramische materialen, die ontstaan door mengsels van verschillende elementen te verhitten. De verbinding ontstaat doordat het legeringsmateriaal door het kristalrooster van het overgangsmetaal naar de interstitiële holten diffundeert. Keramische coatings van nitriden kunnen worden gevormd door een overgangsmetaal onder hoge druk in een stikstofatmosfeer op te dampen.
Behalve de eerder genoemde legeringselementen diffundeert waterstof ook gemakkelijk door verschillende overgangsmetalen, waardoor hydriden kunnen worden gevormd. Een palladium-membraan laat gemakkelijk waterstof-ionen door, zodat palladium-membranen voor de zuivering van waterstofgas kunnen worden gebruikt. Palladium kan een groot volume aan waterstofgas opnemen en afgeven. Daardoor kan het voor de studie naar de mogelijkheden van (kleinschalige) waterstofopslag worden gebruikt. Door de opname van waterstofgas kunnen metalen bros worden. Dat kan problemen opleveringen voor de toepassing van bepaalde metalen onderdelen van installaties, waarin met waterstof wordt gewerkt.
Helium diffundeert niet door metalen, maar het diffundeert wel door materialen met een open kristalstructuur zoals kwarts, glas en verschillende gesteenten in de aardmantel, zoals het rechts afgebeelde coesiet. Alumina is een vorm van aluminium(III)oxide, die dankzij een open structuur en de interstitiële holten en kanaaltjes een groot oppervlak heeft. Aluminiumoxide werkt als katalysator, terwijl op het oppervlak meer katalysatoren in de vorm van metaaldeeltjes en kleine metaalclusters kunnen worden aangebracht. Alumina heeft per volume-eenheid een groot oppervlak met veel kleine holten en kanaaltjes, waar kleine moleculen, die op het oppervlak reageren, doorheen kunnen diffunderen. De toepassing van alumina als drager verhoogt het rendement van de katalysatoren, die op het oppervlak zijn aangebracht.